# Alfredo Claros García
Alfredo Claros García (València, 1893 - Sueca, 1965) va ser un pintor valencià, considerat com un dels pintors més pròxims i més fidels al sorollisme.
D'un estil semblant al de Joaquim Sorolla tant per tècnica com per temàtica, va deixar olis sobre tela que il·lustraven personatges i escenes més típiques del món rural valencià, especialment pel que fa a escenaris propers a la Ribera Baixa, com l'Albufera o la marjal i els camps d'arròs de la localitat on va viure la major part de la seua vida, Sueca. També va fer pintures de temàtica costumista, com els dedicats a oficis o a escenes rurals diverses. És un pintor considerat «menor» comparat amb Sorolla, Benlliure, Pinazo, Stolz i altres.